# لوسيان جولدمان
لوسيان جولدمان أو غولدمان (بالفرنسية: Lucien Goldmann؛ 20 يوليو 1913 - 8 أكتوبر 1970) كان فيلسوفًا وعالم اجتماع فرنسي من أصل يهودي روماني. كان أستاذًا في "مدرسة الدراسات العليا في العلوم الاجتماعية" (EHESS) بباريس، ومنظّرًا ماركسيًا. زوجته هي عالمة الاجتماع آني جولدمان.

## حياته
ولد جولدمان في بوخارست، رومانيا، لكنه نشأ في بوتوشاني. [بحاجة لمصدر] درس القانون في جامعة بوخارست وجامعة فيينا تحت إشراف الفقيه الماركسي النمساوي ماكس أدلر. في عام 1934، التحق بجامعة باريس لدراسة الاقتصاد السياسي والأدب والفلسفة. انتقل إلى سويسرا في نوفمبر 1942، حيث تم وضعه في مخيم للاجئين حتى عام 1943. بفضل تدخُّل ووساطة جان بياجيه، حصل على منحة دراسية في جامعة زيورخ، حيث أكمل درجة الدكتوراه في الفلسفة في عام 1945 عن أطروحة بعنوان Mensch، Gemeinschaft und Welt in der Philosophie Immanuel Kants (الإنسان والمجتمع والعالم في فلسفة إيمانويل كانط). [بحاجة لمصدر] في عام 1968، كان جولدمان أستاذًا زائرًا في جامعة كولومبيا.

## فلسفته
بينما أيد العديد من اليساريين الباريسيين بقوة "الطابع العلمي" للماركسية في الخمسينيات والستينيات من القرن العشرين، أصر لوسيان جولدمان على أن الماركسية كانت في ذلك الوقت في أزمة حادة، وكان عليها إعادة بناء نفسها بشكل جذري إذا كانت تريد أن تضمن لنفسها البقاء على قيد الحياة. رفض وجهة النظر الماركسية التقليدية لبروليتاريا وطعن في الحركة الماركسية البنيوية. في الواقع، كانت شعبية مثل هذه الاتجاهات في المعسكر اليساري أحد الأسباب التي جعلت اسم جولدمان وعمله قد طغيان - هذا على الرغم من إشادة مفكرين متنوعين مثل جان بياجيه وألسدير ماكنتاير، اللذان وصفاه بأنه "أرقى وأذكى ماركسي في هذا العصر". لقد رفض تصوير تطلعاته لمستقبل البشرية على أنها كشف لا يرحم لقوانين التاريخ، لكنه اعتبرها بالأحرى رهانًا شبيهًا برهان بليز باسكال في وجود الله. كتب غولدمان في دراسته الكلاسيكية عن كتاب باسكال: "الأفكار" (Pensées) وكتاب "فايدرا" لجان راسين: "المخاطرة" هي إمكانية الفشل، وأمل النجاح، وتجميع العناصر الثلاثة في الإيمان الذي هو رهان هي العناصر الأساسية المكونة لحالة الإنسان". ووصف عمله بأنه "جدلي" و "إنساني". سعى إلى التوفيق بين نظرية المعرفة الجينية لبياجيه مع ماركسية جورج لوكاش. أسس جولدمان نظرية البنيوية الجينية في الستينيات. كان اشتراكيًا إنسانيًا، وتلميذًا مخلصًا لجورج لوكاش. اشتهر بآرائه ونظرياته في علم اجتماع الأدب. أصبح في أخريات حياته ناقدًا مهمًا للبنيوية.

## وفاته
توفي في 8 أكتوبر عام 1970 في باريس.